# Bukit Niwar
Bukit Niwar är en kulle i Indonesien.   Den ligger i provinsen Aceh, i den västra delen av landet, 1 600 km nordväst om huvudstaden Jakarta. Toppen på Bukit Niwar är 88 meter över havet.
Terrängen runt Bukit Niwar är platt.Runt Bukit Niwar är det ganska tätbefolkat, med 56 invånare per kvadratkilometer. I omgivningarna runt Bukit Niwar växer i huvudsak städsegrön lövskog.